# Халас, Иштван
И́штван Ха́лас (венг. Halász István; 12 октября 1951, Ракамаз, Сабольч-Сатмар-Берег — 4 июня 2016) — венгерский футболист, играл на позиции полузащитника, участник чемпионата мира 1978 года.

## Биография

### Клубная карьера
Халас играл в клубах низших дивизионов, а затем в 1974 году присоединился к клубу «Татабанья». После четырёх сезонов в этом клубе, в 1978 году перешёл в «Вашаш», с которым выиграл Кубок Венгрии 1981 года.
В последующие годы играл за «Ньиредьхазу», «Дорог» и «Оросланьи Баньяц», где закончил карьеру в возрасте 34 лет.

### Карьера в сборной
В составе сборной Венгрии был участником чемпионата мира 1978 года, на котором сыграл один матч против сборной Италии, в котором венгры проиграли со счётом 3:1. Всего за сборную Венгрии сыграл 4 матча и забил два мяча.

### Смерть
Скончался 4 июня 2016 года в возрасте 64 лет.

## Достижения
«Вашаш»
- Обладатель Кубка Венгрии (1) : 1980/81